# 奧莫隆河

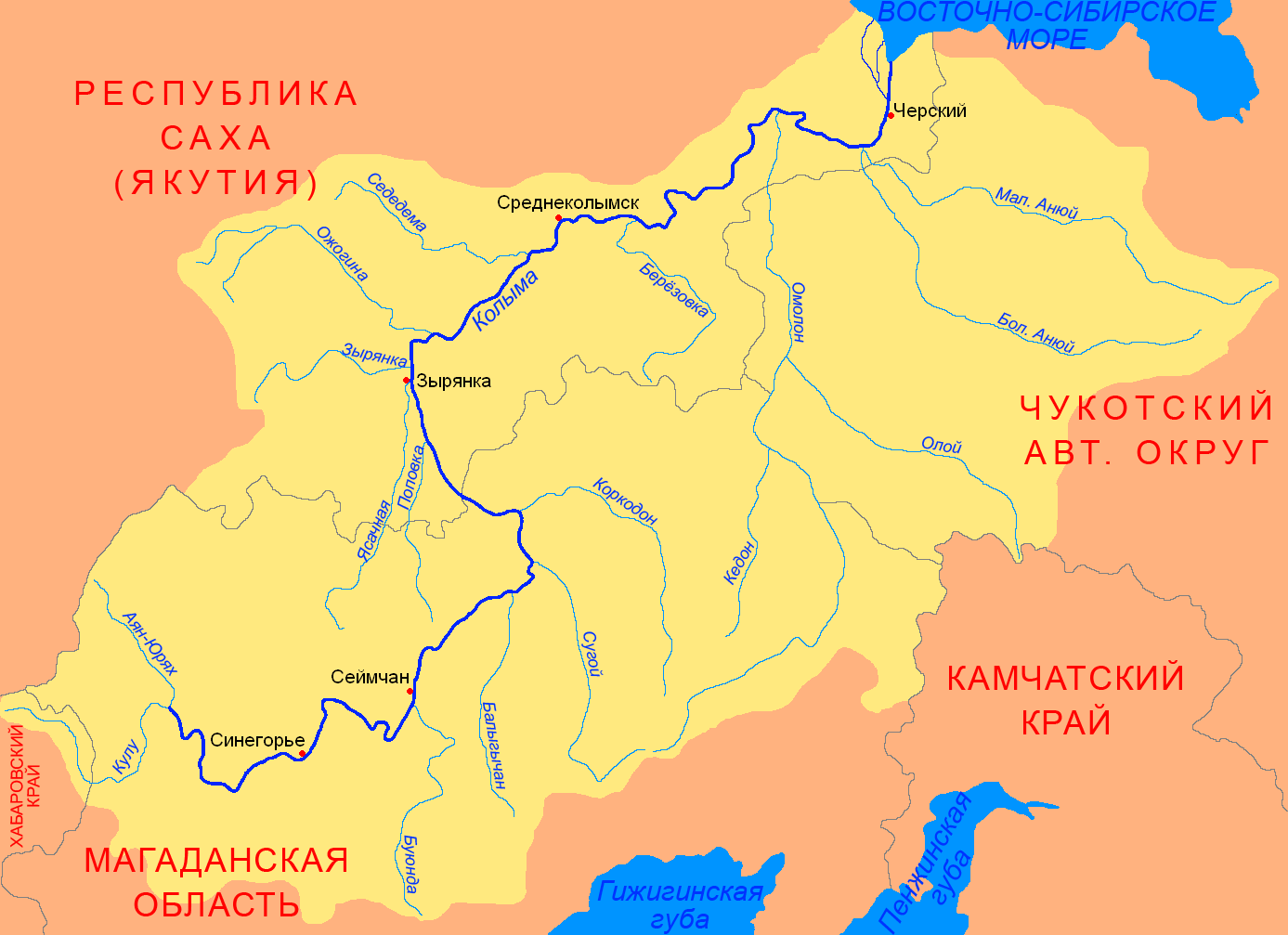
科累馬河右岸支流Омолон河

奧莫隆河 （Омолон）是俄羅斯西伯利亞的一條河流，是科雷馬河的右支。長1,150公里，流域面積118,600平方公里。